# Horace de Viel-Castel
Marc-Roch-Horace de Salviac de Viel-Castel, né à Paris le 16 août 1802 et mort le 1er octobre 1864, est le premier conservateur du « musée des Souverains » institué le 15 février 1852 par Napoléon III au Louvre.

## Biographie
Fils de Charles de Salviac de Viel-Castel et de Caroline de Lasteyrie du Saillant, sa seconde épouse, il est le frère cadet de Louis de Viel-Castel, de l'Académie française. Il grandit au château de Malmaison, en 1810 son père ayant été nommé chambellan et sa mère dame du Palais, à la cour formée par Joséphine de Beauharnais après l'annulation de son mariage.
Bonapartiste, il soutint toujours Napoléon III qu'il a connu enfant au château de Malmaison, il fut un proche de la princesse Mathilde et d'Alfred de Musset, et fut le « bras droit » de Nieuwerkerke - amant de la princesse, qui favorisa sa double carrière de sculpteur académique et de surintendant des Beaux-Arts - jusqu'à sa disgrâce, survenue le 12 mars 1863.
Cet amateur d'art et collectionneur fut désigné comme conservateur du « musée des Souverains » le 1er décembre 1852, poste qu'il occupa jusqu'en mars 1863.
Les Mémoires qu'il rédige de 1851 à sa mort en 1864 sont un témoignage de la haute société du Second Empire. Bien que riches en détails sur les plans historique et politique, c'est leur style « piquant » qui lui vaudront une postérité sombre lors de leur publication, vingt ans après sa mort, dévoilant un homme méchant, fielleux, misanthrope et réactionnaire,.
Son activité de « commère mondaine » lui valut le surnom de Fiel-Castel; ses cibles favorites furent Léon de Laborde, le prince Napoléon et Victor Hugo ; à noter aussi son anglophobie et sa chronique de l'homosexualité sous ce règne.

### Mariage et descendance
Horace de Viel-Castel épouse à Paris le 9 mars 1826 sa cousine, Bonne Élisa Fortunée de Lasteyrie du Saillant (Boubers-sur-Canche, 4 avril 1802 - Paris, 3 février 1862), fille de Jean Charles Victorin de Lasteyrie du Saillant, chambellan de l'empereur Napoléon Ier, comte de l'Empire, préfet de la Lippe, et de Constance Fortunée Ghislaine de Berghes Saint Winock. Elle est la belle-sœur de Joseph Arnold de Looz-Corswarem.
Tous deux ont deux enfants :
- Cécile de Salviac de Viel-Castel (Paris, 6 janvier 1827 - 18 février 1888) ;
- Édouard Charles Honoré de Salviac de Viel-Castel[6] (Paris, 18 juillet 1838 - château de Louye, 6 décembre 1882), marié en 1871 avec Marie Anne Caffin de Mérouville (1850-1914), dont postérité.

## Œuvres
- Collection des costumes, armes et meubles pour servir à l'histoire de la France, depuis le commencement du Ve siècle jusqu'à nos jours, dédié au roi Charles X (1827-1835) ;
- Des sentiments de justice et d'humanité de l'Angleterre dans la question indienne, publié anonymement en 1857 ;
- Marie-Antoinette et la Révolution française (1859) ;
- Le Pape et Jérusalem, publié anonymement en 1861 ;
- Mémoires du comte Horace de Viel Castel sur le règne de Napoléon III (1851-1864) (1883-1884).